# Havepurpursolhat
Havepurpursolhat (Echinacea purpurea), også skrevet Have-Purpursolhat, er en staude med en opret, stivstilket vækst. Af frøene udpresses en olie ("Echinacin"), der anses som sygdomsforebyggende.

## Beskrivelse
Stænglerne er let furede og ru. Bladene sidder spredt og er smalt ægformede med grove tænder langs randen. Blomsterne er samlet i kurve. Midterblomsterne er rørformede og meget mørke (næsten sorte), mens randens blomster har lyserøde kroner. Tilsammen fremtræder blomsten som en lille, lyserød solsikke. Frøene modner godt, men ædes ofte af fugle. Tidlig høst giver mulighed for såning, som lykkes godt.
Roden er kraftig og dybtgående. 
Højde x bredde og årlig tilvækst: 1 x 1 m (100 x 5 cm/år). 

## Hjemsted
Havepurpursolhat gror i savanneagtige prærieområder med spredt trævækst. Eksempelvis i den amerikanske nationalpark Wilson’s Creek National Battlefield vest for Mississippi-floden nær byen Springfield i delstaten Missouri. I nationalparken findes områder med højgræsprærie og egesavanne på mineralrig og sommerfugtig jord, der kun er let snedækket om vinteren. Her findes arten sammen med bl.a. almindelig giftsumak, almindelig robinie, almindelig tretorn, Amelanchier arborea (en art af bærmispel), amerikansk blomme, amerikansk ceanothus, amerikansk hassel, amerikansk kaki, amerikansk nældetræ, amerikansk platan, amerikansk sassafras, amerikansk vin, Amorpha canescens (en art af særkrone), askebladet løn, bleg purpursolhat, blyantene, blå moskitogræs, butbladet frynsebregne, Camassia scilloides (en art af kamassia), canadisk gyldenris, canadisk hasselurt, canadisk hyld, carolinarose, Cornus racemosa (en art af kornel), duftsumak, farveeg, farveskønhedsøje, glansbladet hæg, glat hestekastanje, hanesporehvidtjørn, Helianthus hirsutus (en art af solsikke), hvidask, hvideg, hvidelm, håret solhat, indianermonarda, kalkumfod, klatrevildvin, Lespedeza violacea (en art af kløverbusk), lyngasters, læderkrone, Malus ioensis (en art af æble), osagetorn, pecan, præriefodblad, rævevin, rød morbær, rødask, rødeg, rødelm, skarlagenjordbær, sommervin, storblomstret skønhedsøje, sukkerløn, sølvnatlys, toårig natlys, virginsk vinterbær, virginsk ærenpris, sølvløn og tandpinetræ

## Galleri
|  |  |  |
|  |  |  |

## Note
1. ↑  National Park Service: Species lists (engelsk)